# Hexatoma (Eriocera) vulcan
Hexatoma (Eriocera) vulcan is een tweevleugelige uit de familie steltmuggen (Limoniidae). De soort komt voor in het Afrotropisch gebied.